# 萊瓦鎮
莱瓦镇（西班牙語：Villa de Leyva）是哥伦比亚博亚卡省里考特县的一个旅游殖民地城镇和自治市，位于省会通哈以西37公里，面积128平方公里，海拔高度2,149米，2019年人口18,598人。从波哥大乘汽车或公共汽车大约需要两个半小时。
该镇远离主要贸易路线，位于半荒漠地形的高海拔山谷中，附近没有可开采的矿藏，在过去的400年里，该镇几乎没有任何发展。因此，它是哥伦比亚为数不多的保留了大部分原始殖民地风格和建筑的城镇之一，街道和大型中央广场仍然用鹅卵石铺成，许多建筑建于16世纪。这使得莱瓦镇成为哥伦比亚主要的旅游景点之一，1954年12月17日，为了保护它的建筑，它被宣布为国家历史遗迹。该镇和周围的乡村，包括几个景点，是波哥大市民的周末旅游胜地，吸引了越来越多的外国游客。
由于其凉爽的温度、干燥的气候和肥沃的土壤，莱瓦镇已成为一个葡萄酒产区，近年来，小镇周围出现了许多葡萄酒厂。

## 历史
莱瓦镇地区是昆迪博亚卡高原定居者的早期居住区。最早的考古学证据已经在El Infiernito附近浮出水面，这是一个可以追溯到埃雷拉时代以前的古天文遗址。穆伊斯卡人是西班牙征服时该地区的居民，当时温萨的萨克统治着莱瓦镇地区。
1572年6月12日，新格林纳达王国第一任总统安德烈斯·迪亚兹·韦内罗·德莱瓦创建了这座城市，并以其名字命名。

## 地理
莱瓦镇的镇中心位于昆迪博亚卡高原上的山间山谷，海拔2149米（7051英尺）。

## 文化艺术
全年有好几个节日，包括11月的美食节、水节、树节、7月的莱瓦镇爵士节、8月的国际放风筝节、10月的洋葱选美节和12月7日的灯节。此外，全年还有一些音乐、绘画和戏剧活动。作为一个美食胜地，餐馆往往有现场乐队或歌手。还有一些有趣的说故事的人，他们每周在主广场表演，以娱乐一般的行人或游客。在它的郊外租自行车也很常见。

## 古生物
在莱瓦镇附近还有其他几个景点。该镇所在的山谷中盛产Paja地层（白垩纪）的化石，其中最著名的是1977年在莱瓦镇以西约3英里（4.8公里）处发现的一只近乎完整的克柔龙化石。这具化石被简单地称为El Fósil，它被保留在被发现它的地方，在其周围建立了一座博物馆。在附近发现了另一个较小的克柔龙化石，被带到博物馆与较大的化石一起展出。

## 图集

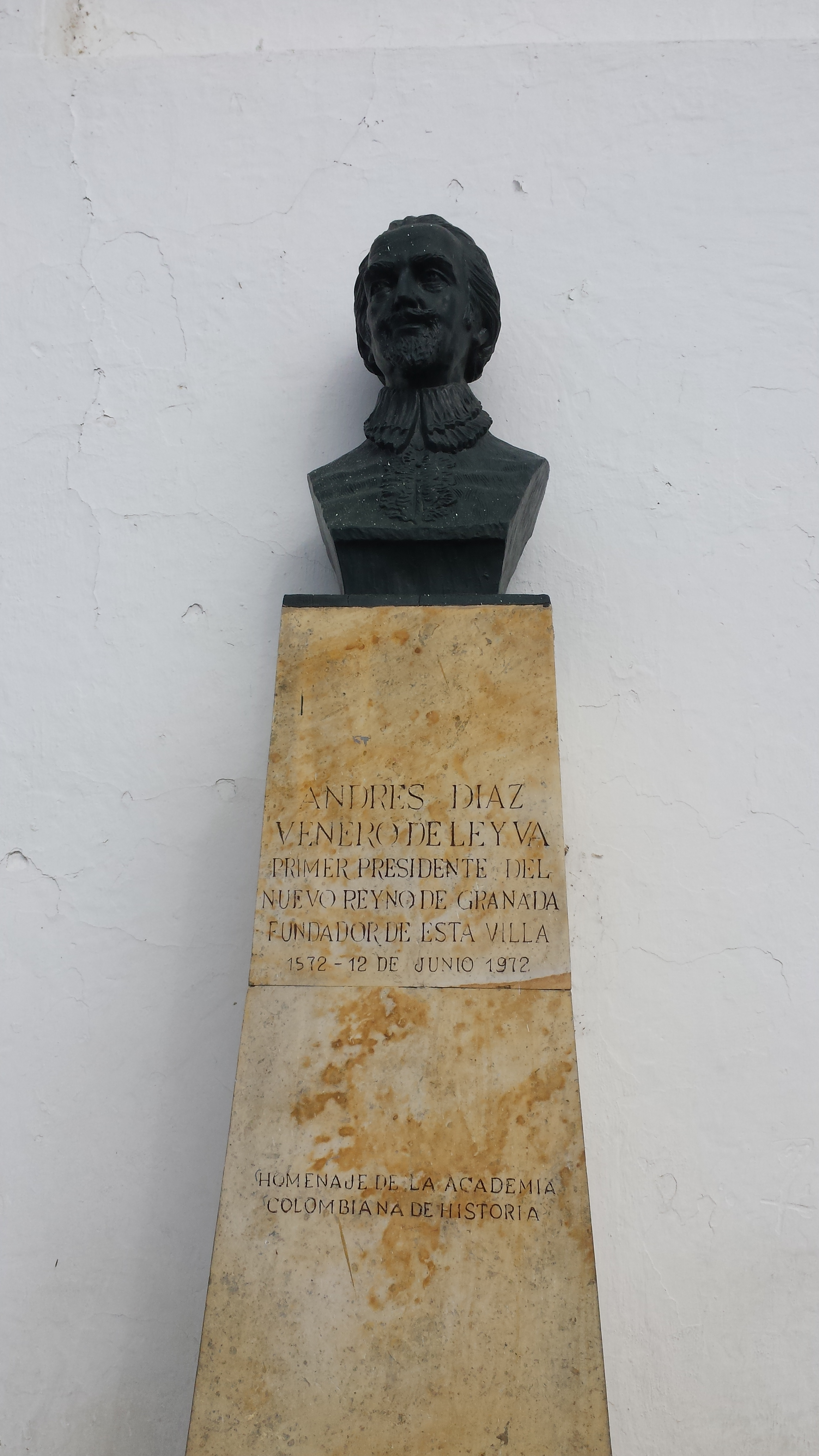
安德烈斯·迪亚兹·韦内罗·德莱瓦的雕像
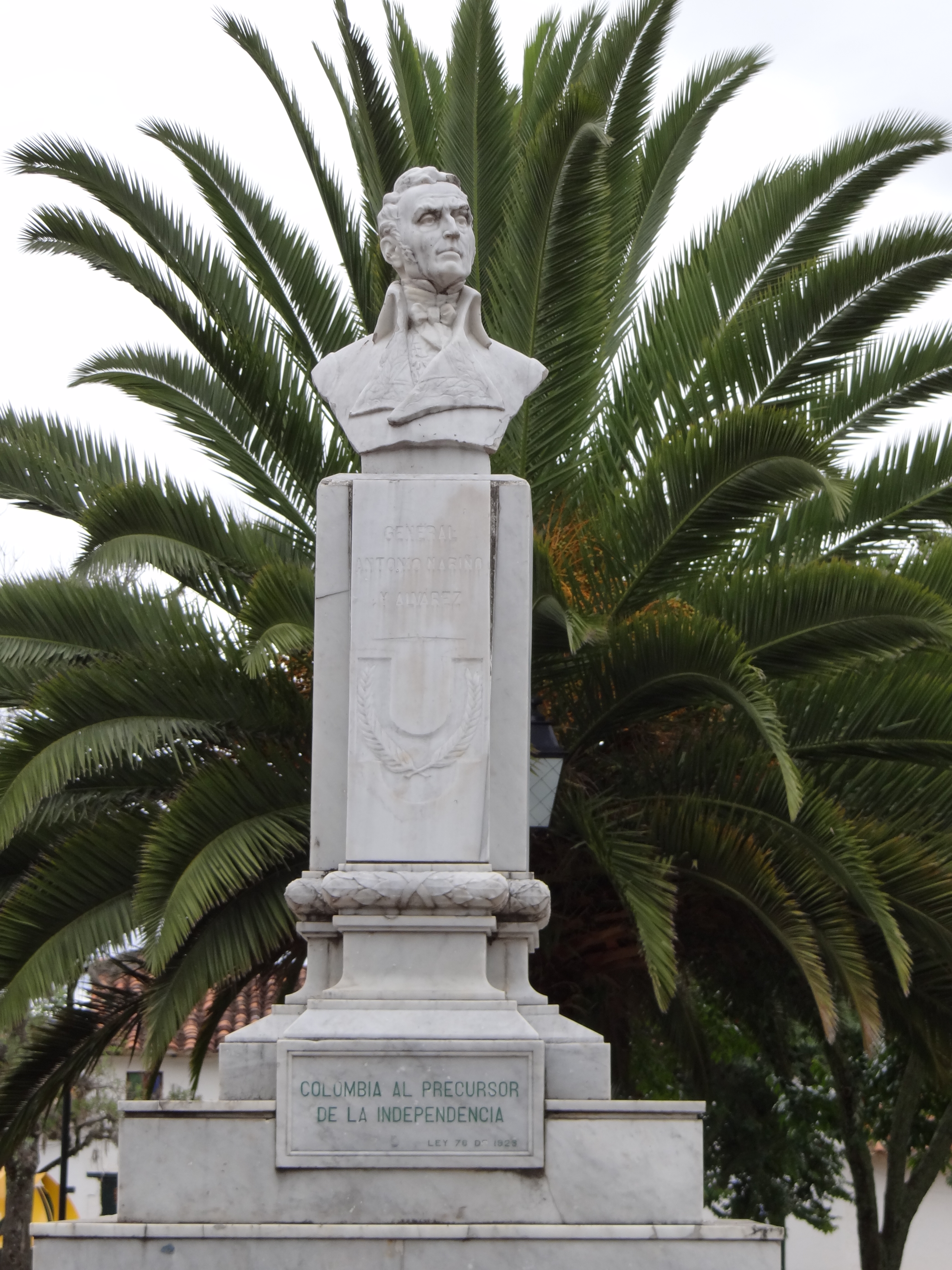
安东尼奥·纳里尼奥的雕像
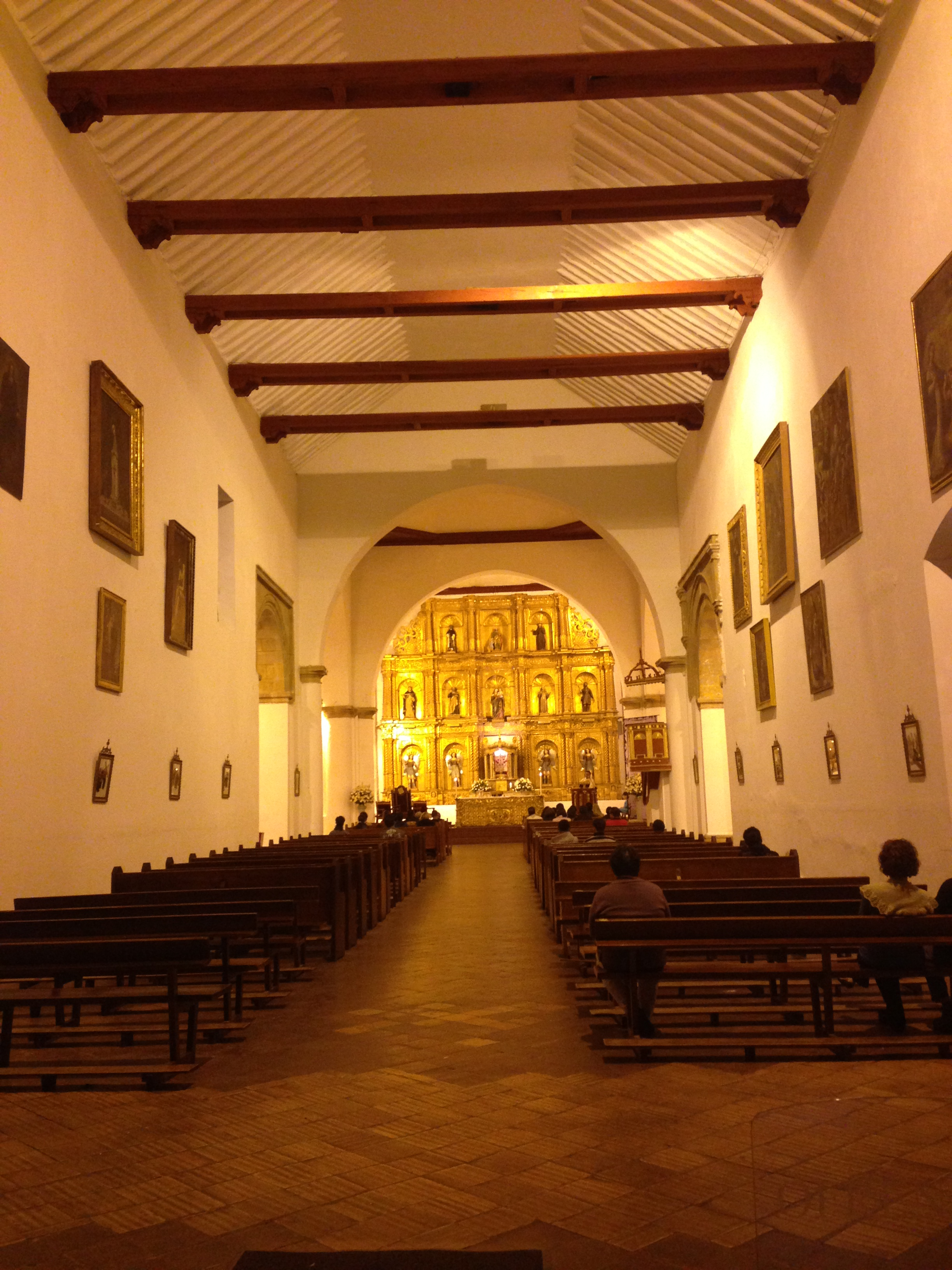
教堂内部
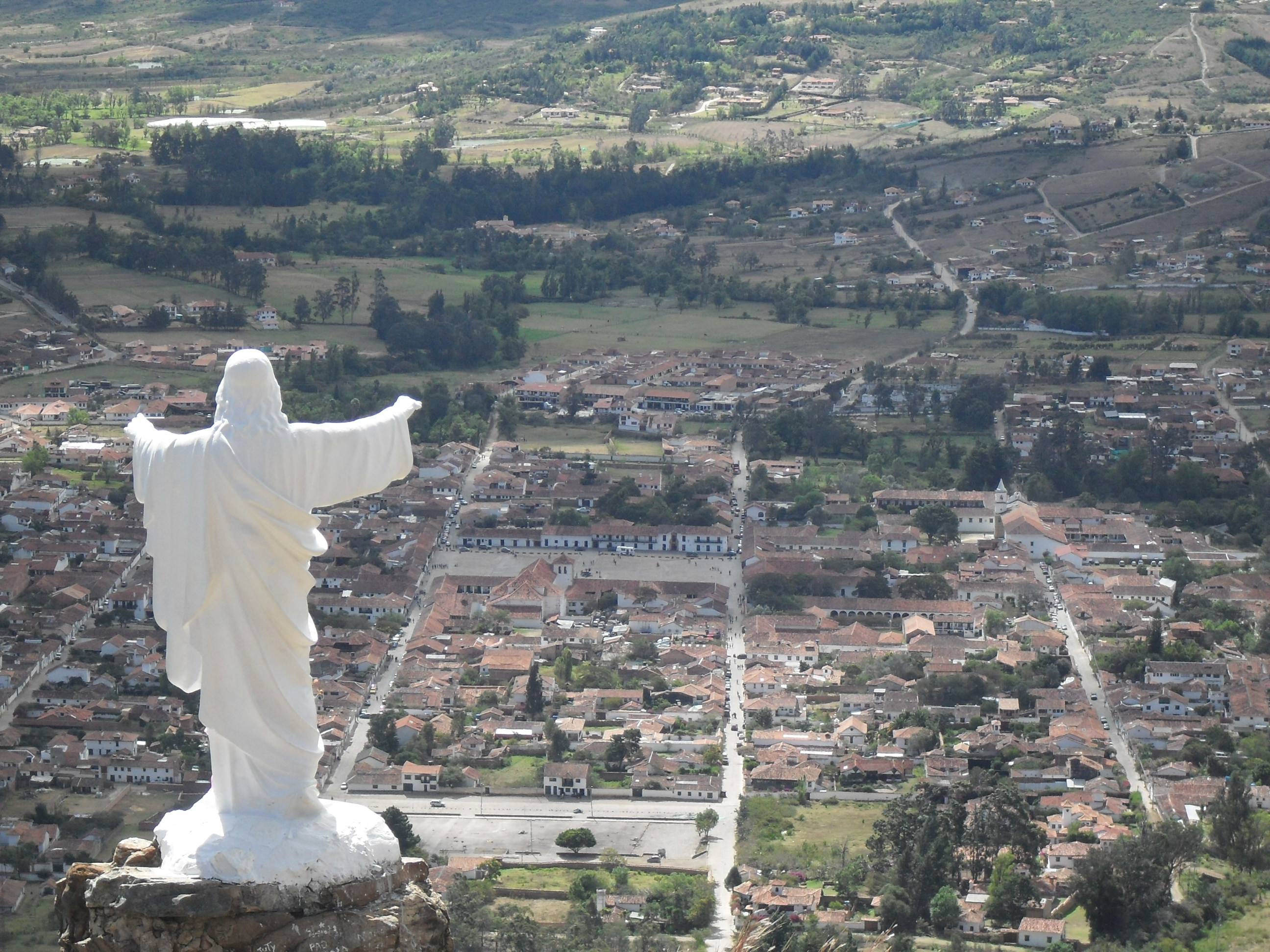
莱瓦镇里的耶稣基督雕像
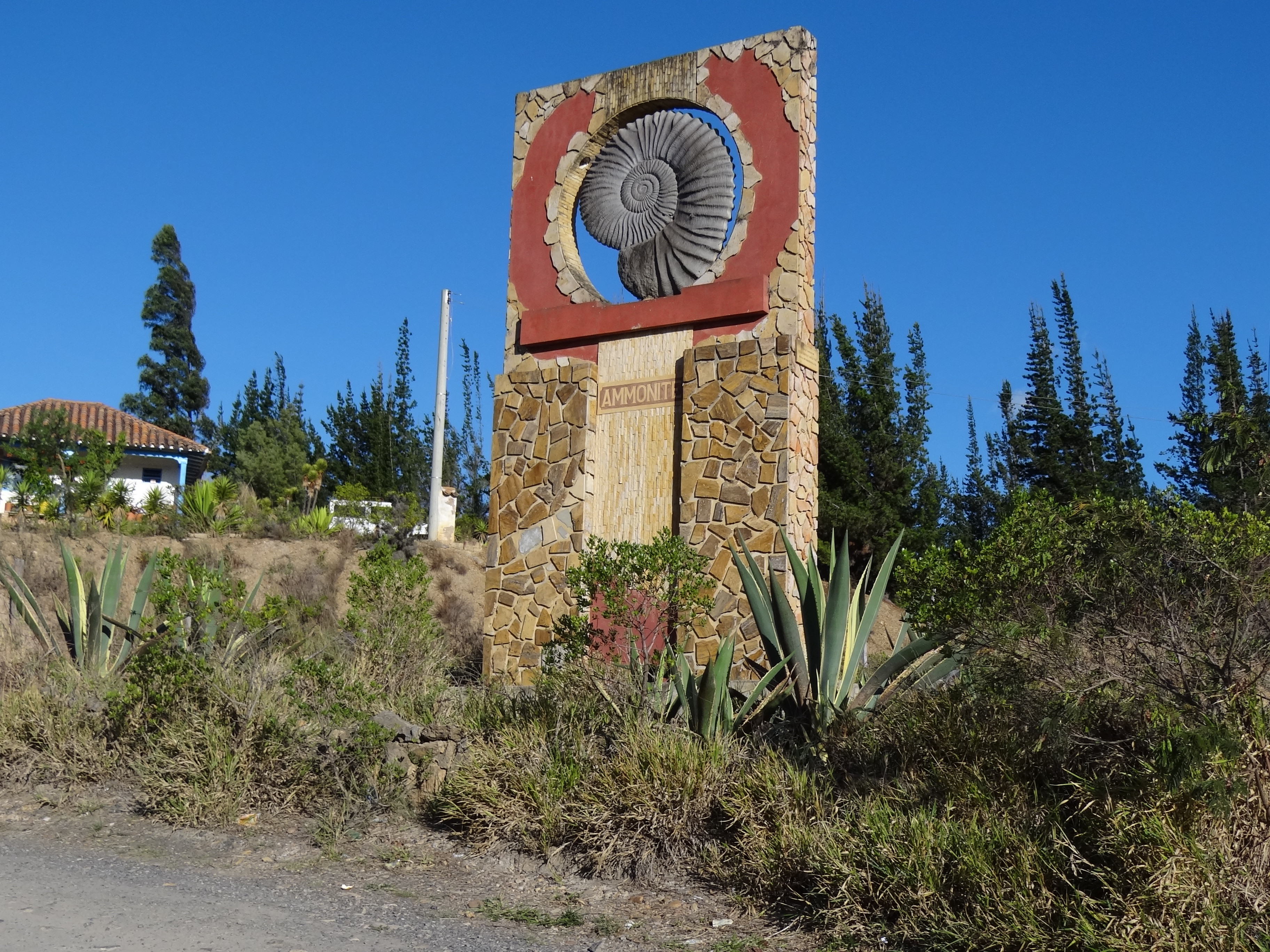
莱瓦镇里的菊石纪念碑
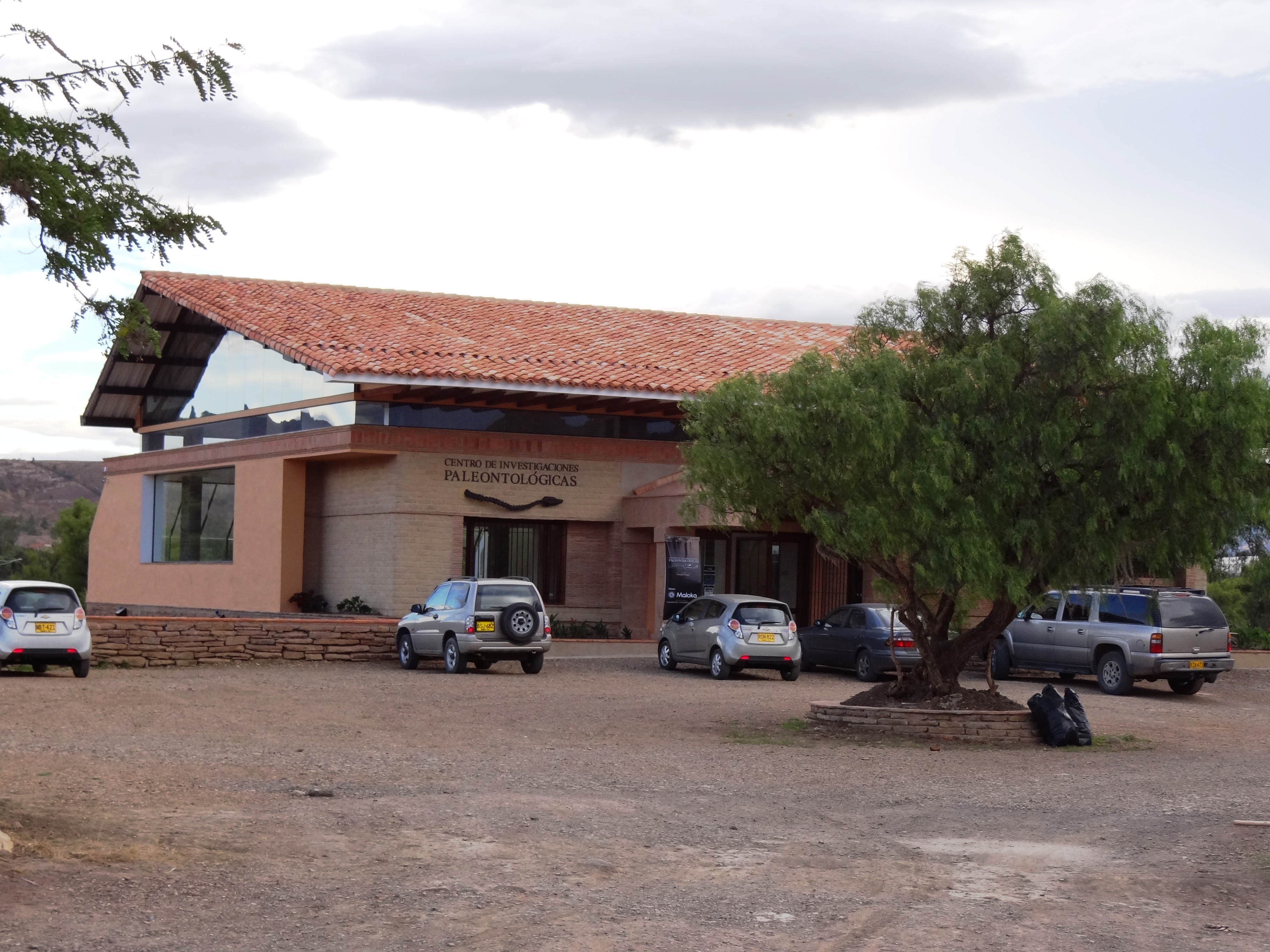
古生物博物馆“El Fósil”
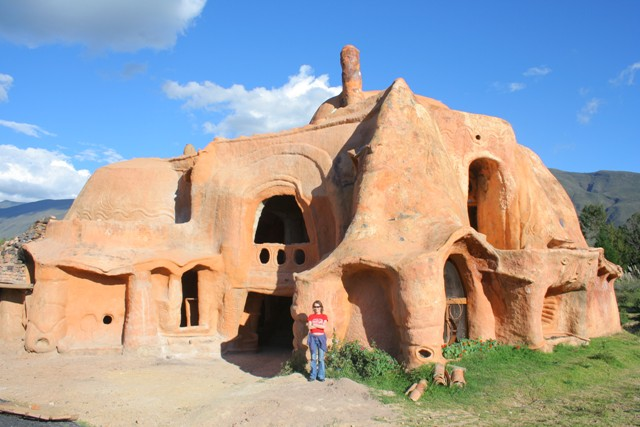
粘土屋
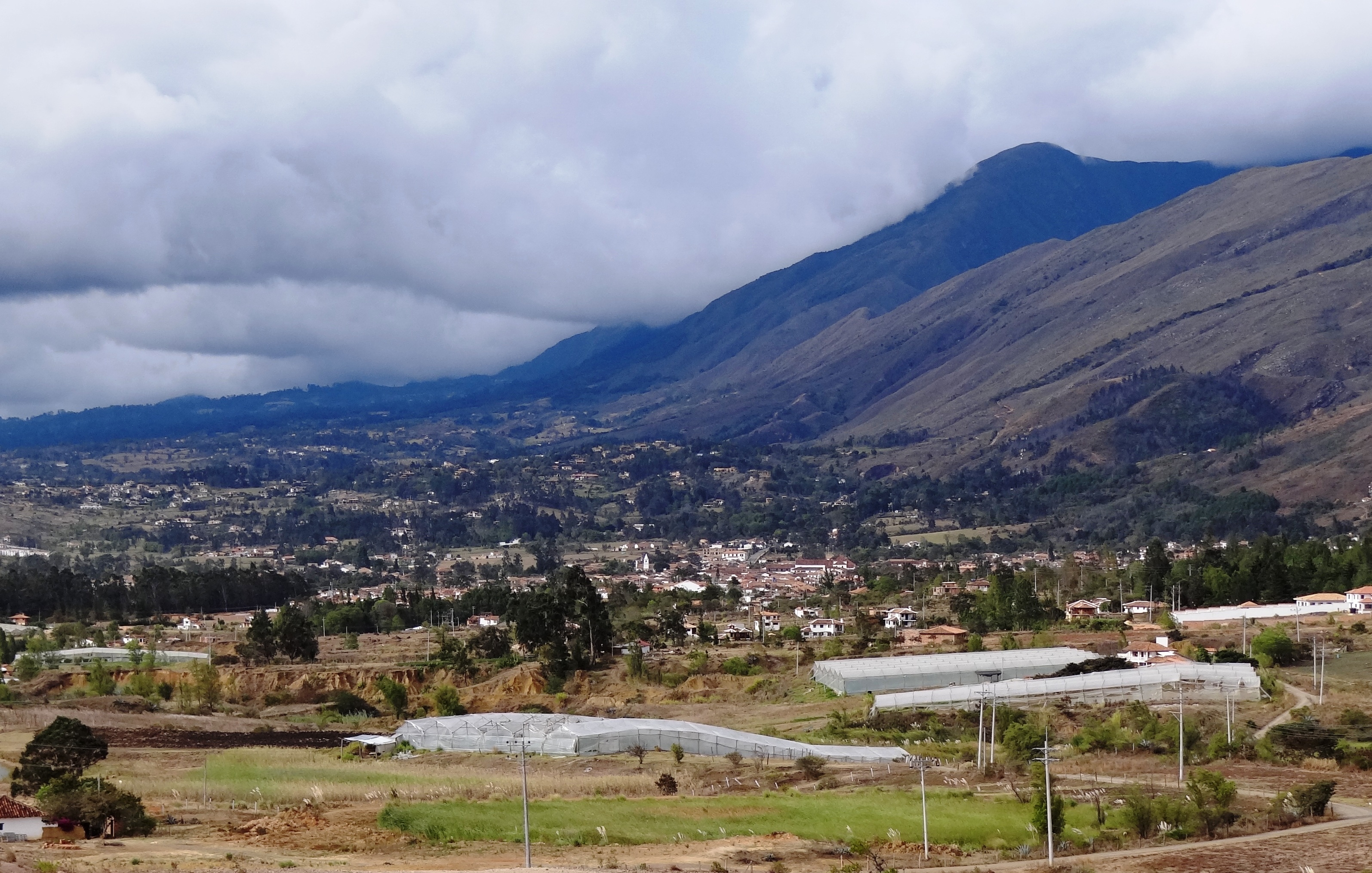
乡村地区
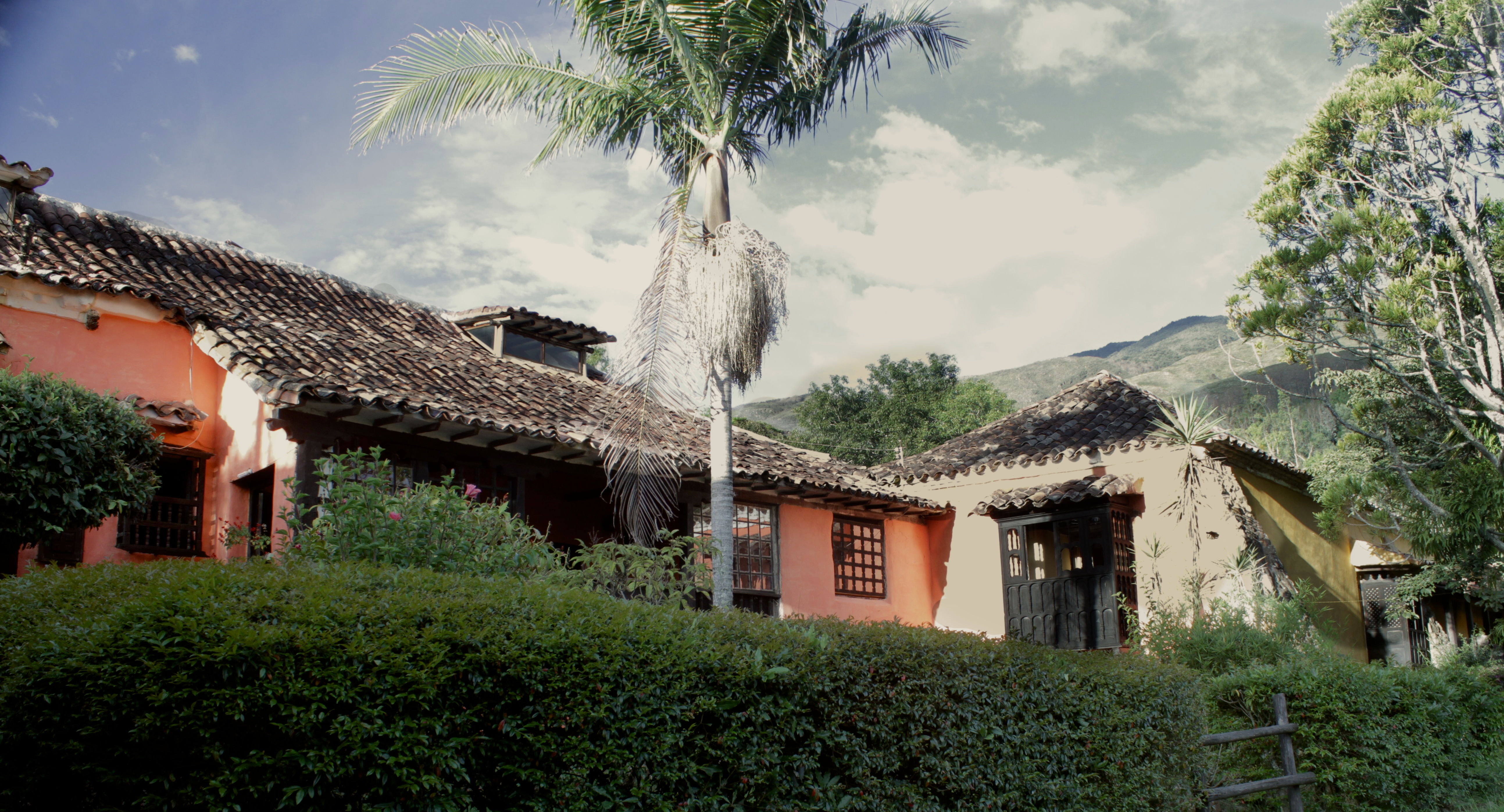
莱瓦镇最早的建筑，建于1658年
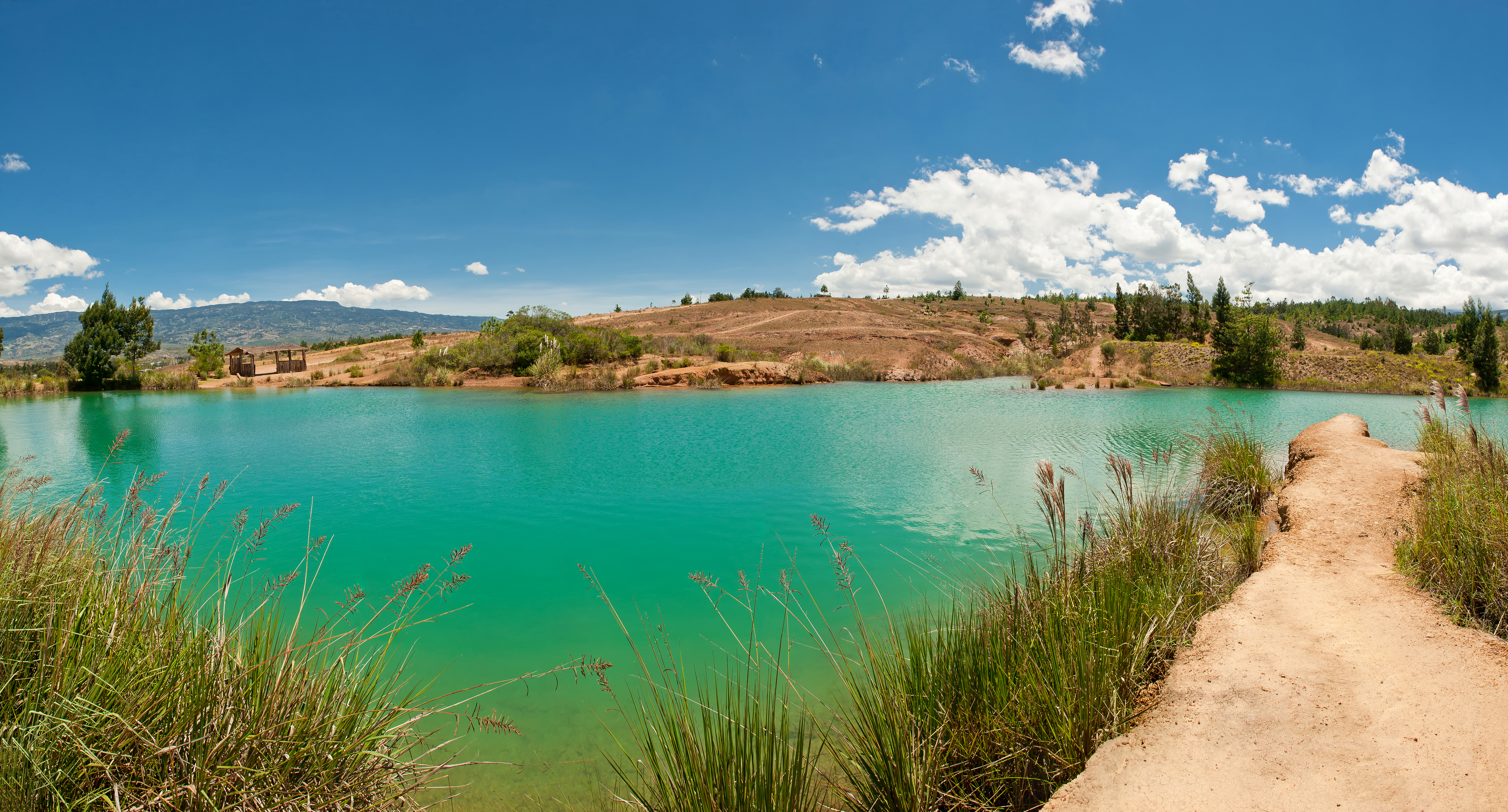
蓝井
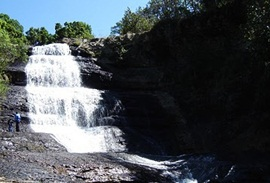
拉佩里奎拉瀑布

## 外部連結
- Villa de Leyva official local government website （页面存档备份，存于）（西班牙文）
- Backpackers Hostel Colombian Highlands in Villa de Leyva （页面存档备份，存于）（英文）
- Villa de Leyva tourist guide （页面存档备份，存于）（西班牙文）